# Expedición Jackson-Harmsworth

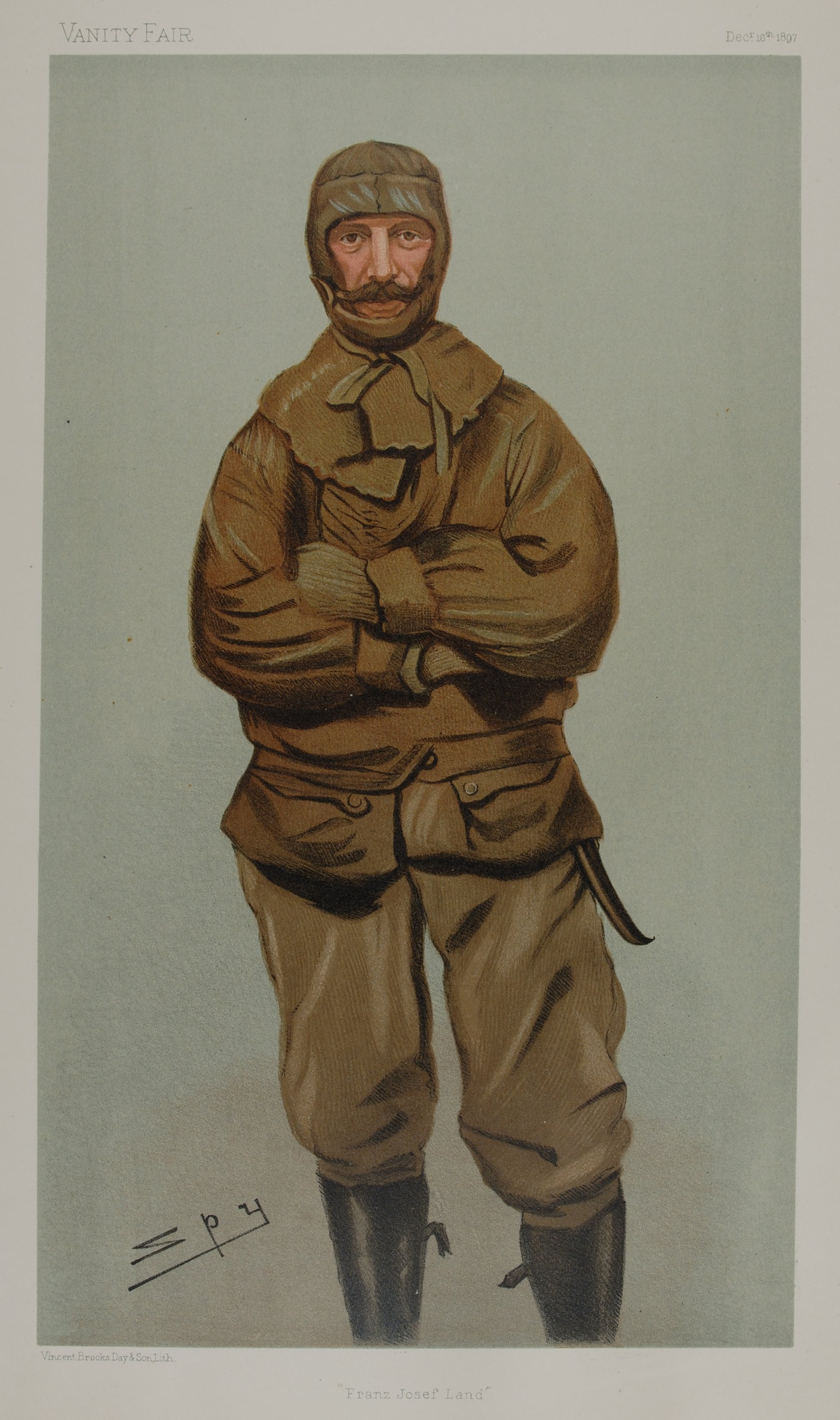
Frederick George Jackson, director de la expedició (retrato de Leslie Ward de 1897.

La conocida como expedición Jackson-Harmsworth (en inglés, Jackson-Harmsworth Expedition) fue una expedición privada de reconocimiento a la Tierra de Francisco José que tuvo lugar entre 1894 y 1897, dirigida por el explorador ártico británico Frederick George Jackson (1860-1938) y financiada por el propietario y editor de periódicos Alfred Harmsworth (1865-1922). Jackson había sido engañado por los antiguos mapas en la creencia de que la Tierra de Francisco José era una masa de tierra que se extendía hasta el Polo Norte. El principal logro de la expedición fue demostrar que la tierra era en realidad un archipiélago, cuya isla más al norte no se extendía más allá de los 81°N.
El grupo de Jackson tenía su base en el cabo Flora de la isla Northbrook, la isla más meridional del archipiélago y se reabastecían con las visitas periódicas del barco de la expedición, el Windward. El 17 de junio de 1896 fueron sorprendidos por la repentina aparición de «un hombre alto, vestido con un sombrero de fieltro blando, libremente realizado, ropas voluminosas y pelo largo y barba hirsuta». Este resultó ser Fridtjof Nansen acompañado por Hjalmar Johansen, que habían estado viviendo en el hielo desde la salida el 14 de marzo de 1895 del barco Fram, que estaba atrapado en el hielo. Fue el puro azar el que llevó a Nansen y Johanssen al campamento de la expedición de Jackson-Harmsworth. 
Según el relato de Nansen de este encuentro, Jackson consideró seriamente en hacer un intento de alcanzar por sí mismo el Polo, y comenzó a construir réplicas de los trineos y kayaks de Nansen. Sin embargo, la falta de experiencia en viajes en esquís por el hielo de la expedición de Jackson le hizo desistir pronto de tal plan.
En esa expedición participaron algunas personas que tendrán un papel conocido en otras expediciones polares, como Albert Armitage (1864-1943), capitán de la Royal Navy que también participará en la expedición Discovery o el científico naturalista y oceanógrafo británico William Speirs Bruce (1867-1921), que organizara y dirigirá la expedición Antártica Nacional Escocesa de 1902-04.
En esta expedición se llevaron por vez primera caballos al ártico, una experiencia que no fue muy afortunada. Jackson, y también Nansen, informaron a Shackleton sobre las capacidades de estos animales, pero ya estaba lo suficientemente impresionado para llevar caballos.